# Saint-Aubin-de-Scellon
Saint-Aubin-de-Scellon är en kommun i departementet Eure i regionen Normandie i norra Frankrike. Kommunen ligger i kantonen Thiberville som tillhör arrondissementet Bernay. År 2022 hade Saint-Aubin-de-Scellon 330 invånare.

## Befolkningsutveckling
Antalet invånare i kommunen Saint-Aubin-de-Scellon
Referens:INSEE